# Smålands golfdistriktsförbund
Smålands golfdistriktsförbund omfattar golfklubbarna i Jönköpings, Kronobergs och Kalmar län.

## A 6 golfklubb
Huvudartikel: A 6 GK

## Alvesta golfklubb
Alvesta golfklubb i Moheda bildades 1987.
| Alvesta golfbana | 18 hål | Par 72 | 6315 5865 5125 | Skogs- och parkbana | Spelklar 1992 | Arkitekt: Björn Magnusson |

## Böda Sands golfklubb
Böda Sands golfklubb ligger på Öland.
| Böda Sands golfbana | 9 hål | Par 34 | 2110 1895 | Skogsbana | Spelklar 1998 | Arkitekt: K.A. Hernström/ H Stålhammar |

## Ekerums golfklubb
Ekerums golfklubb på Öland bildades 1989.
| Långe Erik | 18 hål | Par 72 | 6237 5862 5241 4882 | Parkbana | Spelklar 1990 | Arkitekt: Peter Nordwall |

| Långe Jan | 18 hål | Par 73 | 6455 5975 5464 5034 | Parkbana | Spelklar 2003 | Arkitekt: Peter Nordwall |

## Eksjö golfklubb
Eksjö golfklubb bildades 1938.
| Skedhults golfbana | 18 hål | Par 72 |  | Parkbana | Spelklar 1975 | Arkitekt: Anders Amilon |

## Emmaboda golfklubb
Huvudartikel: Emmaboda GK

## Figeholms golf & country club
Figeholms golf & country club utanför Oskarshamn bildades 1989.
| Figeholms golfbana | 9 hål | Par 32 | 1876 1679 | Park- och skogsbana | Spelklar 1998 | Arkitekt: Bernt Molin |

## Glasrikets golfklubb
Glasrikets golfklubb i Växjö bildades 1992.
| Glasrikets golfbana | 18 hål | Par 72 |  | Ängs- och skogsbana | Spelklar 9 hål 1993, 18 hål 1997 | Arkitekt: Rolf Collijn, Kenneth Magnusson |

## Gränna golfklubb
Gränna golfklub bildades 1985.
| Västanå golfbana | 18 hål | Par 72 | 5967 5600 5296 4741 | Skogsbana | Spelklar 11 hål 1989, 18 hål 1991 | Arkitekt: Peter Nordwall |

## Grönhögens golfklubb
Huvudartikel: Grönhögen GK

## Gåtebo golfklubb
Gåtebo golfklubb i Bredsätra bildades 2000.
| Gåtebo golfbana | 9 hål | Par 35 |  | Ängs- och hedbana | Spelklar 2001 | Arkitekt: Egen regi |

## Götaströms golfklubb
Huvudartikel: Götaströms GK

## Halltorps golfklubb
Halltorps golfklubb på Öland bildades 2001.
| Halltorp golfbana | 9 hål | Par 35 |  | Parkbana | Spelklar 2001 | Arkitekt: |

## Hooks golfklubb
Huvudartikel: Hooks GK

## Isaberg golfklubb
Isaberg golfklubb i Gislaveds kommun bildades 1968.
| Västra banan | 18 hål | Par 71 | 5803 5586 5144 4862 | Park- och skogsbana | Spelklar 9 hål 1970, 18 hål 1975 | Arkitekt: Thure Bruce, Anders Amilon |

| Östra banan | 18 hål | Par 72 | 6157 5823 5287 5029 | Park- och skogsbana | Spelklar 9 hål 1990, 18 hål 1992 | Arkitekt: Åke Persson, KG Edenborg |

## Jönköpings golfklubb
Huvudartikel: Jönköpings GK

## Kalmar golfklubb
Huvudartikel: Kalmar GK

## Lagans golfklubb
Lagans golfklubb bildades 1966.
| 18-hålsbanan | 18 hål | Par 70 |  | Park- och skogsbana | Spelklar 1966 | Arkitekt: Åke Persson, Anders Amilon |

| 9-hålsbanan | 9 hål | Par 34 |  | Park- och skogsbana | Spelklar | Arkitekt: B Magnusson |

## Lanna golfklubb
Huvudartikel: Lanna GK

## Lidhems golfklubb
Lidhems golfklubb i Väckelsång bildades 1989 och gick i konkurs 2008.
| Lidhems golfbana | 18 hål | Par 72 | 5755 5523 5108 4833 | Parkbana | Spelklar 1990 | Arkitekt: Ingemar Eriksson |

## Loftahammars golfklubb
Loftahammars golfklubb bildades 2001.
| Loftahammars golfbana | 9 hål | Par 36 | 2905 2465 | Park- och skogsbana | Spelklar 2004 | Arkitekt: Egen regi |

## Lysingsbadets golfklubb
Lysingsbadets golfklubb i Västervik bildades 1991.
| Lysingsbadets golfbana | 9 hål | Par 31 | 1850 1615 | Park- och skogsbana | Spelklar 1991[källa behövs] | Arkitekt: Lars Mattsson |

## Möre golfklubb
Möre golfklubb i Söderåkra bildades 1991.
| Möre golfbana | 18 hål | Par 72 |  | Parkbana | Spelklar 1991 | Arkitekt: Tommy Nordström |

## Nybro golfklubb
Nybro golfklubb bildades 1971.
| Nybro golfbana | 18 hål | Par 72 | 5771 5620 5234 4818 | Skogsbana | Spelklar 9 hål 1974, 18 hål 1988 | Arkitekt: Carl Erik Nordgren, Jan Sederholm, Håkan Warme |

## Nässjö golfklubb
Nässjö golfklubb bildades 1988.
| Nässjö golfbana | 18 hål | Par 72 |  | Skogsbana | Spelklar 1991 | Arkitekt: Björn Magnusson |

## Oskarshamns golfklubb
Oskarshamns golfklubb bildades 1973.
| Oskarshamns golfbana | 18 hål | Par 71 | 5423 4880 | Park- och skogsbana | Spelklar 9 hål 1978, 18 hål 1986 | Arkitekt: Åke Persson |

## Ramkvilla golfklubb
Ramkvilla golfklubb bildades 2004.
| Ramkvilla golfbana | 9 hål | Par 70 |  | Park/skogsbana med mycket vatten | Spelklar 2006 | Arkitekt: Kenneth Magnusson |

## Reftele golfklubb
Huvudartikel: Reftele GK

## Rockatorp golfklubb
Rockatorp golfklubb i Växjö bildades 2004.
| Rockatorp GK | 9 hål | Par 32 | 2014 1729 | Park- och skogsbana | Spelklar 2004 | Arkitekt: Lars Prick, Björn Magnusson |

## Ryfors golfklubb
Huvudartikel: Ryfors GK

## Sand golf club
Huvudartikel: Sand GC

## Saxnäs golfklubb
Saxnäs golfklubb ligger i Färjestaden på Öland.
| Saxnäs golfbana | 18 hål | Par 72 | 5655 4870 | Park- och seasidebana | Spelklar 2002 | Arkitekt: Susanna Gustafsson |

## Skinnarebo golf & country club
Huvudartikel: Skinnarebo G&CC

## Smålandsstenar golfklubb
Smålandsstenar golfklubb bildades 2000.
| Smålandsstenar GK | hål | Par |  |  | Spelklar | Arkitekt: |

## Storängens golfklubb
Storängens golfklubb i Enerum bildades 1992.
| Storängens golfbana | 9 hål | Par 32 | 1875 1610 | Parkbana | Spelklar 1998 | Arkitekt: Arne Sjögren |

## Strömbergshyttans golfklubb
Strömbergshyttans golfklubb ligger i Hovmantorp.
| Strömbergshyttans golfbana | hål | Par |  |  | Spelklar | Arkitekt: |

## Tobo golfklubb
Tobo golfklubb i Vimmerby bildades 1971.
| Tobo golfbana | 18 hål | Par 72 |  | Park- och skogsbana | Spelklar 9 hål 1975, 18 hål 1981 | Arkitekt: Douglas Brasier, Bent Jensen |

## Tranås golfklubb
Huvudartikel: Tranås GK

## Uppvidinge golfklubb
Uppvidinge golfklubb i Klavreström bildades 1998.
| Uppvidinge golfbana | 9 hål | Par 29 | 1415 1267 | Ängsbana | Spelklar 2002 | Arkitekt: Rolf Collijn |

## Vetlanda golfklubb
Vetlanda golfklubb bildades 1983 i Vetlanda.
| Vetlanda golfbana | 18 hål | Par 71 |  | Park- och skogsbana | Spelklar 1985 | Arkitekt: Jan Sederholm |

## Wiredaholm golf & country club
Wiredaholm golf & country club i Aneby bildades 1991.
| Wiredaholms golfbana | 18 hål | Par 71 | 5500 4616 | Park- och skogsbana | Spelklar 9 hål 1993, 18 hål 1999 | Arkitekt: Jan Sederholm |

## Visingsö golfklubb
Visingsö golfklubb bildades 1990.
| Visingsö golfbana | 9 hål | Par 34 |  | Ängs- och seasidebana | Spelklar 1990 | Arkitekt: |

## Värnamo golfklubb
Värnamo golfklubb bildades 1962  .
| 18-hålsbanan | 18 hål | Par 72 |  | Park- och skogsbana | Spelklar 1962 | Arkitekt: Nils Sköld |

| 9-hålsbanan | 9 hål | Par 36 |  | Park- och skogsbana | Spelklar 2005 | Arkitekt: Björn Magnusson |

## Västerviks golfklubb
Västerviks golfklubb bildades 1958. Ekhagens golfbana har 18 hål och ligger på gården Nybygget vid vägen till det tidigare kronotorpet Ekhagen omkring 1 kilometer norr om Kulbacken i Västervik.
| Ekhagens golfbana | 18 hål | Par 72 |  | Park-, skogs- och seasidebana | Spelklar 1991 | Arkitekt: Sune Linde |

## Växjö golfklubb
Växjö golfklubb bildades 1959.
| Växjö golfbana | 18 hål | Par 71 |  | Park- och skogsbana | Spelklar 9 hål 1961, 18 hål 1968 | Arkitekt: Douglas Brasier, Björn Magnusson |

## Älmhults golfklubb
Älmhults golfklubb bildades 1975.
| Älmhults GK | 18 hål | Par 71 | 5515 4790 | Park- och skogsbana | Spelklar 9 hål 1979, 18 hål 1990 | Arkitekt: Thure Bruce, Åke Persson, Sixten Söderberg |

## Ölands golfklubb
Ölands golfklubb i Löttorp bildades 1983. Banan ligger nära riksväg 136, 3,6 mil norr om Borgholm och 4 kilometer söder om Löttorp.
| Ölands GK, Källatorp | 18 hål | Par 71 | 5412 | Skogs- och hedbana | Spelklar 9 hål 1983, 18 hål 2003 | Arkitekt: Susanna Gustafsson |